# El Teide
El Teide of Pico del Teide is de grootste vulkaan van het Spaanse eiland Tenerife, een van de Canarische Eilanden. Vulkaan en wijde omgeving zijn sinds 1954 aangewezen als nationaal park.
Met 3718 meter boven zeeniveau en 7000 meter boven de zeebodem is het de hoogste berg van Spanje. In hoogte vanaf de zeebodem is de Teide de derde vulkaan van de wereld, na de Mauna Kea en Mauna Loa op Hawaï. De vulkaan wordt als slapend beschouwd, maar nieuwe erupties zijn niet uitgesloten.
De Teide is een jonge vulkaan in de oude caldera (krater) van Las Cañadas. Honderdvijftigduizend jaar geleden leidde een grote eruptie tot de vorming van een caldera in Las Cañadas met een afmeting van 16 km in de oost-westrichting en 9 km in de noord-zuidrichting. Sindsdien werden de stratovulkanen Teide - Pico Viejo in de noordelijke helft van de caldera gevormd, wat nog steeds voortduurt. Een caldera met een jonge vulkaan wordt een Sommavulkaan genoemd.
El Teide is een van de zestien Decade Volcanoes die zijn aangewezen door de IAVCEI in verband met hun geschiedenis van grote uitbarstingen en de nabijgelegen bewoonde gebieden.
De berg en de schone lucht biedt een goede mogelijkheid voor astronomisch onderzoek. Het Observatorio del Teide valt onder het Instituto de Astrofísica de Canarias. Diverse universiteiten hebben telescopen en ander onderzoeksmaterieel op de berg geplaatst.
Vroege Griekse schrijvers, waaronder Homeros en Hesiodos noemden de Pico del Teide, waar ze enige kennis van hadden uit Phoenicische bronnen: 'Atlas'.

## Parque Nacional del Teide
De vulkaan en het omringende gebied meet 18.900 hectare en vormt het Parque Nacional del Teide, een van de nationale parken van Spanje. De laatste vulkanische activiteit werd er geregistreerd in 1909 bij El Chinyero dat ten noordoosten van de piek ligt. Het gebied ligt gemiddeld op circa 2000 meter boven de zeespiegel. Vanwege de lage hoeveelheid neerslag en de sterk wisselende temperaturen is nauwelijks sprake van bewoning. Sinds 2007 is het nationaal park opgenomen in de werelderfgoedlijst van de UNESCO. In 2016 werd de vulkaan bezocht door 4.079.823 bezoekers, een recordaantal. Het was in 2014 het drukstbezochte nationaal park van Europa en op acht na het meest bezochte ter wereld.
Het nationaal park is per auto bereikbaar. De weg TF-21 voert langs diverse uitzichtpunten en wandelroutes. Bij de ingang aan de oostkant ligt bezoekerscentrum El Portillo. Hier is een kleine tentoonstelling over El Teide en een botanische tuin met lokale plantensoorten. 
Om het nationaal park heen ligt het Natuurpark Corona Forestal, dat de bossengordel op de lagere flanken beschermt.

### Wetenschap
Het gebied is als gevolg van overeenkomsten in milieu-omstandigheden en geologische formaties bruikbaar als referentiekader voor studies met betrekking tot de planeet Mars. In 2010 testte een onderzoeksteam een Ramanspectrometer in Las Cañadas del Teide in afwachting van het gebruik ervan in de ESA-NASA ExoMars expeditie van 2016-2018. In juni 2011 bezocht een team van onderzoekers uit het Verenigd Koninkrijk het park, om een methode te testen voor het zoeken naar leven op Mars, en om te zoeken naar geschikte plaatsen voor het testen van robotvoertuigen.

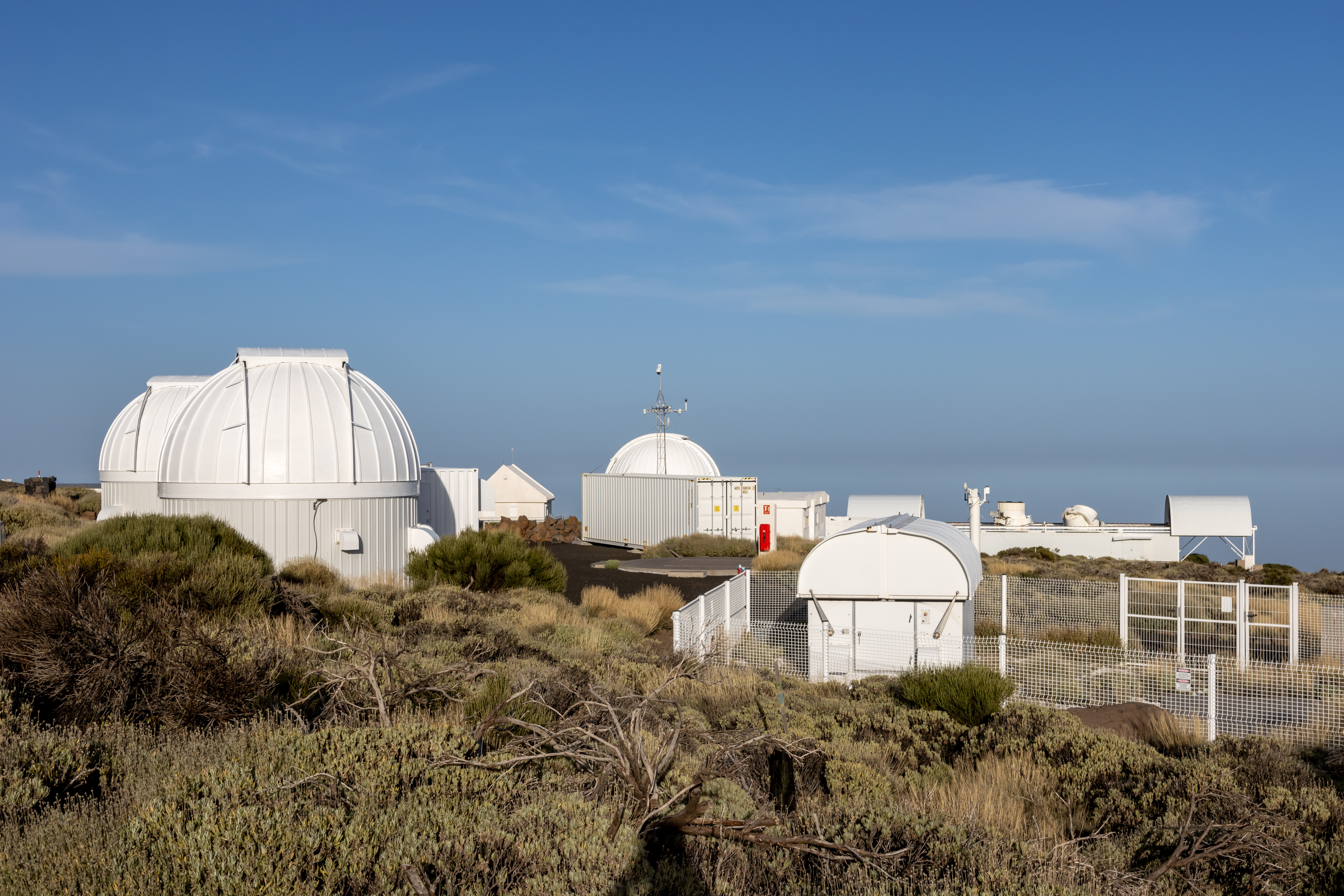
Teide observatorium

## Teleférico del Teide
Een kabelbaan, de Teleférico del Teide, brengt de bezoeker naar het platform La Rambleta op 3555 meter hoogte, vlak onder de top van de Teide. Voor het verder klimmen naar de top is toestemming vereist. Op een heldere dag is het mogelijk om vanaf het hoogst toegankelijke punt alle zeven Canarische Eilanden te aanschouwen.

## 3D-animatie

Teide 3D, overzicht
Teide 3D, close-up

## Afbeeldingen

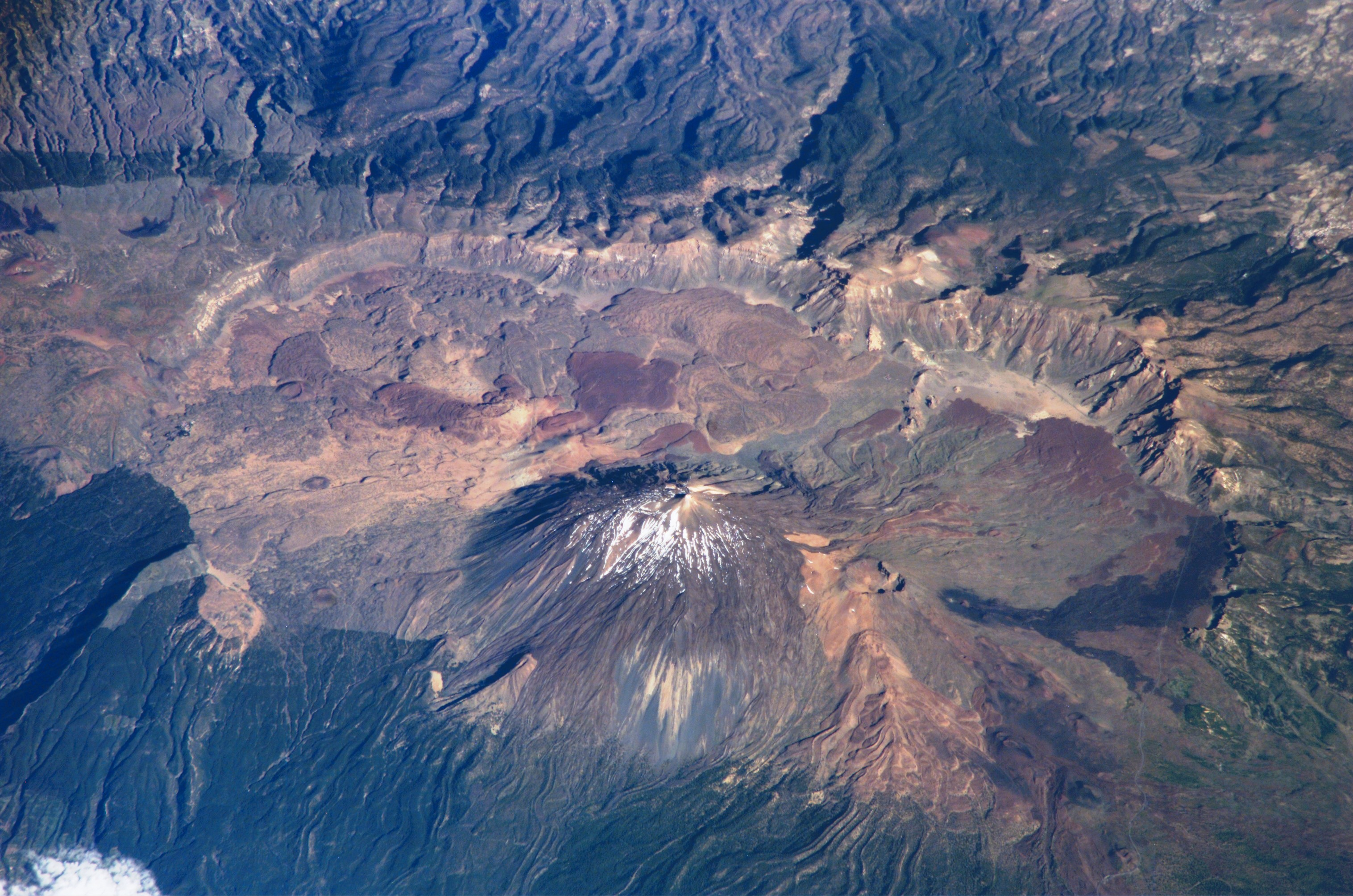
Teide vanuit het ISS
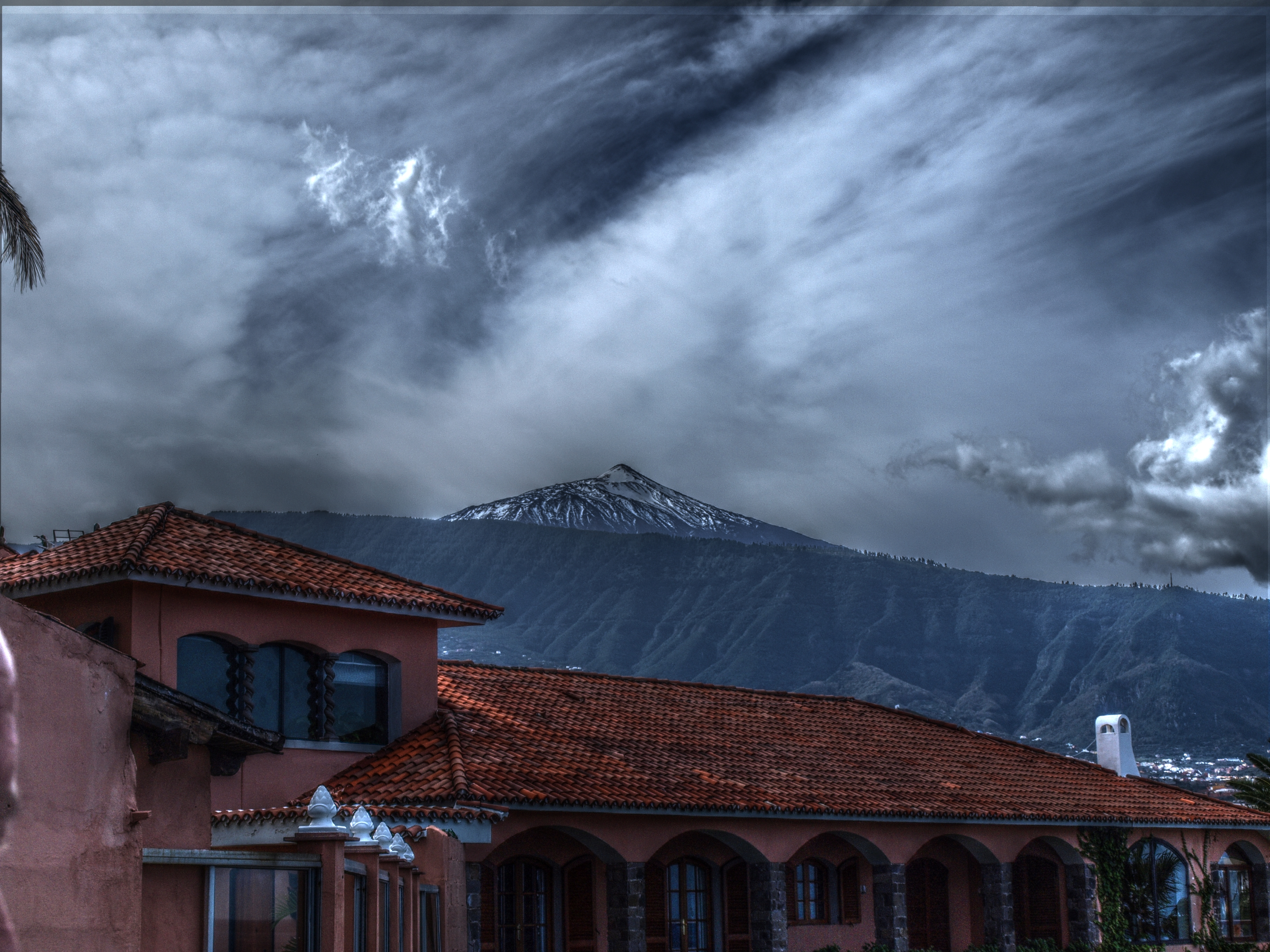
Teide gezien vanuit Puerto de La Cruz
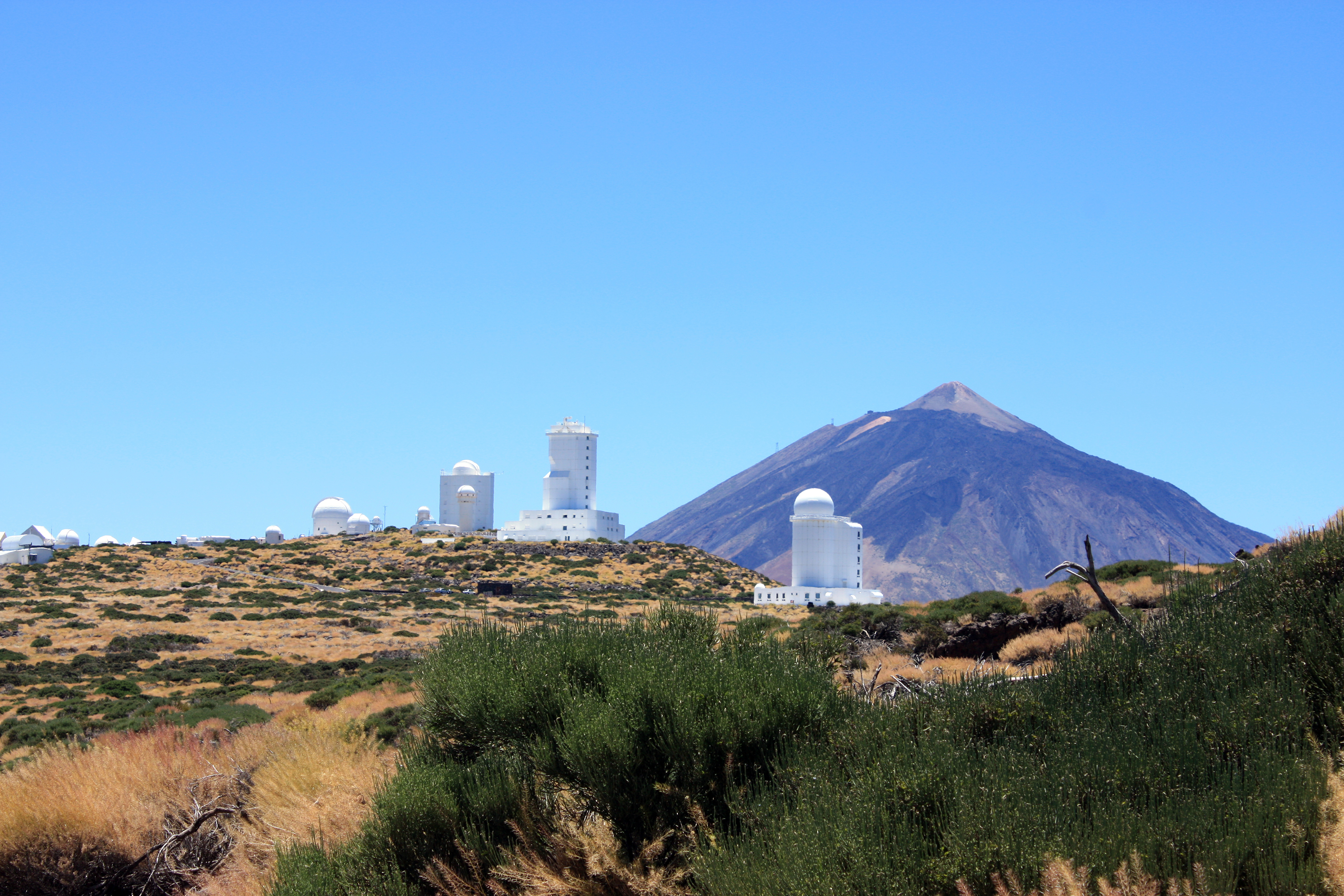
Teide observatorium